# David Cobeño
David Cobeño Iglesias est un footballeur espagnol né le 6 avril 1982 à Madrid. Il joue au poste de gardien de but.

## Palmarès
- FC Séville
  - Vainqueur de la Coupe du Roi en 2007.
  - Vainqueur de la Coupe de l'UEFA en 2007. (3 matchs disputés)